# NGC 195
NGC 195는 고래자리에 위치한 나선 은하이다. 1876년 독일인 천문학자 Wilhelm Tempel에 의해 발견되었다.